# Roman Soukup
Roman Soukup (* 10. April 1955 in Decin, Tschechoslowakei) ist ein deutscher Fotograf, Künstler und Kulturmanager.

## Leben und Wirken
Soukup studierte Theaterwissenschaften, machte anschließend ein Volontariat mit Regieassistenz beim Schauspiel Frankfurt am Main und arbeitete als Theaterfotograf. 1981 gründet er gemeinsam mit Lothar Krauss die Wolkenkratzer-Frankfurter Kulturelle Anzeigen, die nach einem Jahr in das Wolkenkratzer Art Journal übergehen. Soukup leitet die Zeitschrift von Anfang an als Verleger, Herausgeber und Chefredakteur in Personalunion, später als Verleger und Herausgeber bis zum Verkauf des Titels an art – Das Kunstmagazin 1989.
Im Frühjahr 1994 wurde Roman Soukup vom Aufsichtsrat der documenta Kassel für fünf Jahre zum Geschäftsführer der documenta und der Museum Fridericianum Veranstaltungs gGmbH berufen. Im Museum Fridericianum arbeitete er mit dessen Direktor Veit Loers zusammen. Für die für 1997 projektierte documenta X wurde er – zusammen mit deren künstlerischer Leiterin Catherine David – mit den Vorbereitungen zur Finanzierung und Organisation der Veranstaltung mit einem Etat von zweiundzwanzig Millionen DM betraut. Im Juli 1995 wurde Soukup von dem Aufsichtsrat mit der  Begründung entlassen, das Vertrauensverhältnis zwischen David und ihm sei gestört. Sein Nachfolger wurde (bis 2014) Bernd Leifeld. Ein anschließender Rechtsstreit wurde mit einem Vergleich beigelegt, der Soukup Genugtuung verschaffte, seine Entlassung als ungerechtfertigt bezeichnete und ihm die volle Auszahlung seines Fünf-Jahres-Vertrages zusprach.
Von 1996 bis zum Jahr 2001 war Soukup im Rahmen seines Büro für Kulturmanagement an der Entwicklung und Umsetzung von Marketing- und Sponsoringmaßnahmen für die Skulpturprojekte Münster 1996, für die Gründung der Kunstmesse Art Forum Berlin sowie den Kunstmarkt Dresden beauftragt, 1999 übernahm er kommissarisch die Leitung der temporären Kunsthalle Dresden. In 2000 kuratierte Soukup die Ausstellung „Fotografien von Ernst Ludwig Kirchner“ im Japanischen Palais Dresden, sowie die Eröffnungsausstellung „Weimar – Ein Mythos“ der zum Jahr Weimars als Kulturhauptstadt Europas mit Fotografien von Ute Klopphaus im Schiller Museum. 2013 gründet Soukup das Artwork. New International Art & eBook Magazine. Im Dezember 2013 erschien dessen programmatische Nullnummer Artwork No. 0 / 11-12-13.

## Publizistische Aktivitäten
- Walter Dahn und Georg Dokoupil / fotografiert von Roman Soukup Wolkenkratzer (Zeitschrift), 1982, GRI Library Catalog
- Weimar – Ein Mythos Hrsg. Roman Soukup, Texte von Bernd Kauffmann, Ute Klophaus, Peter Merseburger, Roman Soukup, Angelika Overath, Weimar, 1999, ISBN 978-3-89322-980-2
- Artwork No. 0 / 11-12-13 – Artwork International – The Art & Ebook Magazin; Roman Soukup, Aaron Saul Apelbaum, 2013, ISBN 978-3-8442-7659-6
- „Zerstören, sagt sie ...“ – Bilder einer nie endenden Liebe (Teil I), von Roman Soukup / eBook (iBooks-Format für iPad)